# جيم بويد (مغني)
جيم بويد (بالإنجليزية: Jim Boyd)‏ هو مغني وكاتب أغاني أمريكي، ولد في 1956 في قاعدة إدواردز الجوية في الولايات المتحدة، وتوفي في 21 يونيو 2016.

## وصلات خارجية
- جيم بويد على موقع IMDb (الإنجليزية)
- جيم بويد على موقع ميوزك برينز (الإنجليزية)
- جيم بويد على موقع ديسكوغز (الإنجليزية)
- جيم بويد على موقع قاعدة بيانات الفيلم (الإنجليزية)